# Calliodentalium
Calliodentalium is een geslacht van weekdieren uit de klasse van de Scaphopoda (tandschelpen).

## Soorten
- Calliodentalium balanoides (Plate, 1908)
- Calliodentalium callipeplum (Dall, 1889)
- Calliodentalium crocinum (Dall, 1907)
- Calliodentalium semitracheatum (Boissevain, 1906)

| Dentalium callipeplum W.H. Dall, 1889 synonym Calliodentalium callipeplum W.H. Dall, 1889 |

| Dentalium crocinum W.H. Dall, 1907 synonym Calliodentalium crocinum W.H. Dall, 1907 |

| Plagioglypta curvotracheatum H.P. Plate, 1908 synonym Calliodentalium semitracheatum M. Boissevain, 1906 |